# 김사랑 (가수)
김사랑 (Sa-Rang Kim, 1981년 12월 3일 ~)은 대한민국의 록 음악가이다.

## 생애
초등학생 때 피아노를 시작으로 음악의 길에 들어섰다. 초등학생 시절부터 구형 컴퓨터로 작곡을 시작했으며, 작사·작곡·편곡·연주·믹싱에 이르는 앨범 제작의 전 과정을 혼자서 담당한다. 유신고등학교에 입학하면서 홍익대학교 주변 클럽에서 '청년단체'라는 밴드의 보컬로 활동했고, 학업 때문에 음악 활동을 할 수 있는 시간이 부족해지자 다니던 유신고등학교에서 자퇴를 하게 된다.

### 솔로 데뷔와 2000년대 활동 (1999 ~ 2009)
1999년에 김사랑은 만 18살의 나이로 1집 앨범 《나는 18살이다》를 발표하며 본격적인 솔로 음악가로서 데뷔하고 활동을 시작했다. 데뷔 앨범부터 두 곡의 작사(〈feeling〉, 〈promise〉)를 제외하고 모든 곡의 작사, 작곡은 물론 악기 연주까지 혼자 담당했다. 2001년에는 2집 《Nanotime》을 발표하고 공연 등의 활동을 하다가 2002년 12월에 공익근무요원으로 군 대체복무에 들어간다. 그리고 소집해제 후 2년동안 앨범 작업기간을 더 가진 뒤에 2집 발매로부터 6년만인 2007년에 3집 《U－TURN》을 발표하고 〈2007 파이어볼 페스티벌〉에 참가했다. 10월에는 19일과 20일 이틀간 U-TURN 발매기념 콘서트를 열었다.
2009년 9월에는 첫 번째 EP앨범 《Behind the Melody》를 발매했다. 이 앨범은 첫 주에 음반 종합판매순위 2위, 가요부문 2위, 락부문 1위(2009.9.1기준)를 기록하기도 했다. 하지만 활동 계획은 없이 4집 정규앨범 작업에 힘을 쏟기 위해 충청북도 진천군으로 내려가 음악작업을 계속한다.

### 2010년대 활동
2010년 6월 난지공원에서 열린 〈타임 투 락 페스티벌〉에 참가한 김사랑은 신곡 〈goodbye〉를 공개했는데, 이 곡은 한 달후인 7월에 김사랑의 친형이 제작한 티저영상과 함께 디지털싱글로 발매되었고, 8월에는 여름 콘서트 〈Sideway〉, 9월에는 어쿠스틱 콘서트 〈Acoustic Cruise〉를 개최했다. 2011년 2월에는 〈김사랑 vs 김사랑〉, 12월 3일~4일에는 〈나는 30살이다〉공연을 열었다.
이후 새로운 음악작업을 해오던 김사랑은 새 소속사인 쇼파르뮤직과 전속계약을 맺고 2013년 7월 26일에 4집의 첫 번째 파트 앨범 수록곡 중 〈ICU〉를 선공개했다. 미장센 영화제 시각효과 연출상을 받은 김용민 감독이 제작한 〈ICU〉의 뮤직비디오에서는 김사랑이 좀비, 우주인, 회사원을 연기했다. 그리고 다음 달인 8월 5일에 네 번째 정규앨범의 파트 1인 《HUMAN COMPLEX Part. 1》이 발매되었는데, 정규음반으로는 2007년 이후 6년만에 발표된 앨범이다. 9월 28일과 29일에는 각각 ‘Here and Now(어쿠스틱 셋)’, ‘We art the One(오리지널 셋)’이라는 타이틀로 4집 발매기념 단독 콘서트를 개최했다.
이후 1년만인 2014년 8월에는 4집의 두 번째 파트인 《HUMAN COMPLEX Part. 2》를 발매하고, 공연 등의 활동을 이어갔다.
2015년 6월, 김사랑은 Human Complex part 1과 part2를 합치고 신곡 〈기억나〉를 수록한 정규 앨범 《Human Complex - integrated》을 발매했다.

## 음반 목록
- 1집 《나는 18살이다》(1999년 11월 23일)
- 2집 《Nanotime》(2001년 6월 18일)
- 3집 《U－TURN》(2007년 8월 21일)
- EP앨범 《Behind the Melody》(2009년 9월 1일)
- 디지털싱글 Goodbye (2010년 7월 21일)
- 4집 《HUMAN COMPLEX Part. 1》(2013년 8월 5일)
- 4집 《HUMAN COMPLEX Part. 2》(2014년 8월 8일)

## 광고
- 2000년 - KT PCS 018t(틴틴)
- 2000년 - KT PCS 018t(틴틴) 2편
- 2000년 - 동아오츠카 포카리스웨트

## 방송
- 2016년 MBC 《미스터리 음악쇼 복면가왕》 - 가왕 돼서 만나요! 제발 ~ 복면스타! (참가자)
- 2020년JTBC  《슈가맨3》 1999년 데뷔가수편